# Arne Melchior
Arne Melchior (ur. 22 października 1924 we Frederiksbergu, zm. 24 września 2016 w Kopenhadze) – duński polityk żydowskiego pochodzenia, w latach 1982–1986 i 1993–1994 minister, deputowany do Folketingetu, poseł do Parlamentu Europejskiego.

## Życiorys
Był synem Marcusa Melchiora, naczelnego rabina Danii. W trakcie II wojny światowej jego rodzina ewakuowała się do Szwecji. Po ukończeniu szkoły podstawowej kształcił się w szkole zawodowej (handelsskole) w branży tekstylnej i reklamowej. Pracował m.in. jako dyrektor wydawnictwa związkowego A-Pressen (1971–1972), prowadził także własną działalność w zakresie konsultingu. W latach 1975–1979 przewodniczył organizacji syjonistycznej Dansk Zionistforbund.
Działał w Socialdemokraterne, jednak w 1973 dołączył do założycieli Centrum-Demokraterne. W latach 1973–1975 i 1977–2001 był członkiem Folketingetu. W parlamencie przewodniczył frakcji poselskiej CD, a w latach 1994–2001 komisji spraw zagranicznych. Od marca do lipca 1994 sprawował także mandat eurodeputowanego III kadencji. Od września 1982 do sierpnia 1986 zajmował stanowisko ministra robót publicznych w rządzie Poula Schlütera. Od stycznia 1993 do stycznia 1994 był ministrem komunikacji i turystyki w gabinecie Poula Nyrupa Rasmussena.